# Żarzyn
Żarzyn (prononciation : [ˈʐaʐɨn] ; en allemand : Seeren) est un village de la gmina de Sulęcin dans le powiat de Sulęcin de la voïvodie de Lubusz dans l'ouest de la Pologne.

## Géographie
Il se situe dans l'est du pays de Lubusz, à environ 22 kilomètres à l'est de Sulęcin (siège de la gmina et du powiat), 41 kilomètres au sud de Gorzów Wielkopolski (capitale de la voïvodie) et 50 kilomètres au nord de Zielona Góra (siège de la diétine régionale).

## Histoire
À partir de la seconde moitié du XIIIe siècle, la région appartenait à la Nouvelle-Marche sous le règne des margraves de Brandebourg. Un village à la frontière avec la Pologne à l'est, le domaine de Seeren appartenait au margraviat de Brandebourg-Küstrin de 1535 à 1572 ; il faisait partie de l'État de Brandebourg-Prusse à partir de 1618 et du royaume de Prusse à partir de 1701. Seeren était incorporé dans le district de Francfort au sein de la province de Brandebourg de 1815 jusqu'en 1945. 
Après la Seconde Guerre mondiale, avec la mise en œuvre de la ligne Oder-Neisse, le village est intégré à la république de Pologne. La population d'origine allemande est expulsée et remplacée par des polonais. De 1975 à 1998, le village appartenait administrativement à la voïvodie de Gorzów. Depuis 1999, il appartient administrativement à la voïvodie de Lubusz